# Eriksdalsagen
Eriksdalsagen är en sjö i Filipstads kommun i Värmland och ingår i Göta älvs huvudavrinningsområde. Sjön har en area på 0,0654 kvadratkilometer och ligger 220,5 meter över havet. Sjön avvattnas av vattendraget Eriksdalsälven (Upprämmsälven).

## Delavrinningsområde
Eriksdalsagen ingår i det delavrinningsområde (666029-141161) som SMHI kallar för Utloppet av Eriksdalsagen. Medelhöjden är 270 meter över havet och ytan är 8,43 kvadratkilometer. Räknas de 11 avrinningsområdena uppströms in blir den ackumulerade arean 171,94 kvadratkilometer. Eriksdalsälven (Upprämmsälven) som avvattnar avrinningsområdet har biflödesordning 3, vilket innebär att vattnet flödar genom totalt 3 vattendrag innan det når havet efter 398 kilometer. Avrinningsområdet består mestadels av skog (79 procent) och sankmarker (17 procent). Avrinningsområdet har 0,07 kvadratkilometer vattenytor vilket ger det en sjöprocent på 0,8 procent.